# درنیچه
درنیچه (به ایتالیایی: Dernice) یک کومونه در ایتالیا است که در استان آلساندریا واقع شده‌است.

## خصوصیات
درنیچه ۱۸٫۳ کیلومترمربع مساحت و ۲۳۵ نفر جمعیت دارد و ۶۰۰ متر بالاتر از سطح دریا واقع شده‌است.